# Musaranya nana caucasiana
La musaranya nana caucasiana (Sorex volnuchini) és una espècie de mamífer de la família de les musaranyes que es troba a Armènia, l'Azerbaidjan, Geòrgia, Rússia, Ucraïna i, possiblement, a l'Iran i Turquia. Habita els boscos i prats humits. És una espècie en risc mínim, és a dir, no sembla que hi hagi cap amenaça significativa per a la seva supervivència.